# 凤凰古城
參數所指定的目標頁面不存在，建議更正成存在頁面或直接建立下列一個頁面（建立前請先搜尋是否有合適的存在頁面可以取代）：
- 凤凰古城堡

凤凰古城，或称凤凰县城，位于中国湖南省湘西土家族苗族自治州凤凰县沱江镇:76。
凤凰古城所在的沱江镇古称镇竿。明清时，为五寨司城。是当时中国西南地区的交通要地。镇竿总兵和辰永靖兵备道的衙门驻地。清初，为“六千居民八千兵”的屯边要塞。乾隆年间，成为商业繁荣的城市。亦是大湘西的军政、经济、文化中心:76。2024年2月6日，凤凰古城旅游区被列为5A景区。

## 核心景区
凤凰古城景区包括崇德堂、沈从文故居、熊希龄故居、古城楼、虹桥风雨楼、古城博物馆、沈从文墓等，崇德堂包括裴守禄收集的文物。